# Hyllisia quadricollis
Hyllisia quadricollis är en skalbaggsart som först beskrevs av Leon Fairmaire 1871.  Hyllisia quadricollis ingår i släktet Hyllisia och familjen långhorningar.
Artens utbredningsområde är:
- Madagaskar.
- Seychellerna.

Inga underarter finns listade i Catalogue of Life.